# Styrian Bears 2022
Questa voce raccoglie le informazioni riguardanti gli Styrian Bears nelle competizioni ufficiali della stagione 2022.

## AFL - Division I 2022

### Stagione regolare
| Graz 26 marzo 2022, ore 17:30 1ª giornata | Styrian Bears | 37 – 6 (9-0 21-0 0-6 7-0) referto | Schwaz Hammers | Verbandsplatz |

| Voitsberg 18 aprile 2022, ore 15:00 4ª giornata | Styrian Hurricanes | 14 – 34 (0-0 7-14 0-13 7-13) referto | Styrian Bears | Hans Blümel Stadion |

| Graz 24 aprile 2022, ore 14:00 5ª giornata | Styrian Bears | 34 – 24 referto | Cineplexx Blue Devils | Verbandsplatz |

| Klagenfurt am Wörthersee 1º maggio 2022, ore 16:00 6ª giornata | Carinthian Lions | 18 – 41 referto | Styrian Bears | Sportplatz Annabichl |

| Graz 13 maggio 2022, ore 19:00 7ª giornata | Styrian Bears | 48 – 7 referto | Styrian Hurricanes | Verbandsplatz |

| Schwaz 4 giugno 2022, ore 18:00 9ª giornata | Schwaz Hammers | 7 – 16 referto | Styrian Bears | Silberstadt Arena |

| Graz 18 giugno 2022, ore 17:30 10ª giornata | Styrian Bears | 30 – 22 (0-0 20-15 10-0 0-7) referto | Carinthian Lions | Verbandsplatz |

| Hohenems 26 giugno 2022, ore 14:00 11ª giornata | Cineplexx Blue Devils | 35 – 10 (7-0 14-10 7-0 7-0) referto | Styrian Bears | Stadion Herrenried |

### Playoff
| Graz 16 luglio 2022, ore 18:00 Semifinale | Styrian Bears | 24 – 28 (7-7 7-7 3-0 7-14) referto | Amstetten Thunder | Verbandsplatz |

### Statistiche di squadra
| Competizione      | %Vittorie | In casa | In casa | In casa | In casa | In casa | In casa | In trasferta | In trasferta | In trasferta | In trasferta | In trasferta | In trasferta | Totale | Totale | Totale | Totale | Totale | Totale |
| Competizione      | %Vittorie | G       | V       | N       | P       | Pf      | Ps      | G            | V            | N            | P            | Pf           | Ps           | G      | V      | N      | P      | Pf     | Ps     |
| ----------------- | --------- | ------- | ------- | ------- | ------- | ------- | ------- | ------------ | ------------ | ------------ | ------------ | ------------ | ------------ | ------ | ------ | ------ | ------ | ------ | ------ |
| Stagione regolare | .875      | 4       | 4       | 0       | 0       | 149     | 59      | 4            | 3            | 0            | 1            | 101          | 74           | 8      | 7      | 0      | 1      | 250    | 133    |
| Playoff           | .000      | 1       | 0       | 0       | 1       | 24      | 28      | 0            | 0            | 0            | 0            | 0            | 0            | 1      | 0      | 0      | 1      | 24     | 28     |
| Totale            | .778      | 5       | 4       | 0       | 1       | 173     | 87      | 4            | 3            | 0            | 1            | 101          | 74           | 9      | 7      | 0      | 2      | 274    | 161    |